# Louis Adrien Théodore Thory
Pour les articles homonymes, voir Thory.
Louis Adrien Théodore Thory, né le 9 septembre 1759 à Montdidier (Somme), mort le 1er janvier 1826 à Montdidier (Somme), est un général français de la Révolution et de l’Empire.

## États de service
Il entre en service en 1776, comme soldat au régiment de Condé dragons, et il obtient son congé en 1784.
Le 4 septembre 1791, il est élu lieutenant-colonel du 2e bataillon de volontaires de la Somme, et il sert à l’armée du Nord de 1792 à 1794.
Il est promu général de brigade provisoire le 4 octobre 1793, et il participe à la bataille de Wattignies le 16 octobre 1793. Il est confirmé dans son grade de général de brigade le 13 juin 1795, à l’armée de Sambre-et-Meuse. Le 3 mars 1797, il est mis en congé de réforme, et le 20 janvier 1798, il est nommé président du conseil de révision dans la 15e division militaire. Il est remis en non-activité le 21 septembre 1800.
Le 26 novembre 1805, il reprend du service comme adjudant-major dans la garde nationale de Montdidier, et il est admis à la retraite le 6 juin 1811.
Il meurt le 1er janvier 1826, à Montdidier.

## Sources
- (en) « Generals Who Served in the French Army during the Period 1789 - 1814: Eberle to Exelmans »
- Thierry Pouliquen, « Les généraux français et étrangers ayant servis [sic] dans la Grande Armée » (consulté le 6 mars 2015)
- (pl) « Napoléon.org.pl »
- Georges Six, Dictionnaire biographique des généraux & amiraux français de la Révolution et de l'Empire (1792-1814) Paris : Librairie G. Saffroy, 1934, 2 vol.